# Плита Альтіплано

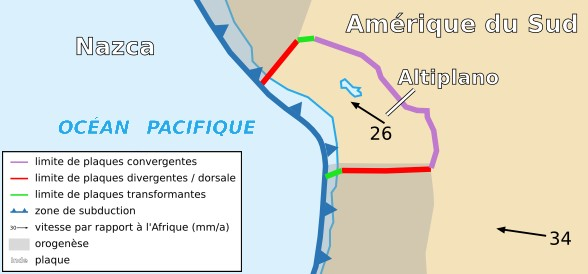
Розташування плити Альтіплано

Плита Альтіплано — тектонічна плита розташовано в південному Перу, західній Болівії і крайня північ Чилі. Має площу — 0,0205 стерадіан. Зазвичай розглядається у складі Південноамериканської плити.
Під П. А. відбувається субдукція Південноамериканської плити й плити Наска.

## Дивись також
- Альтіплано